# 第二次世界大戦における枢軸国の勝利

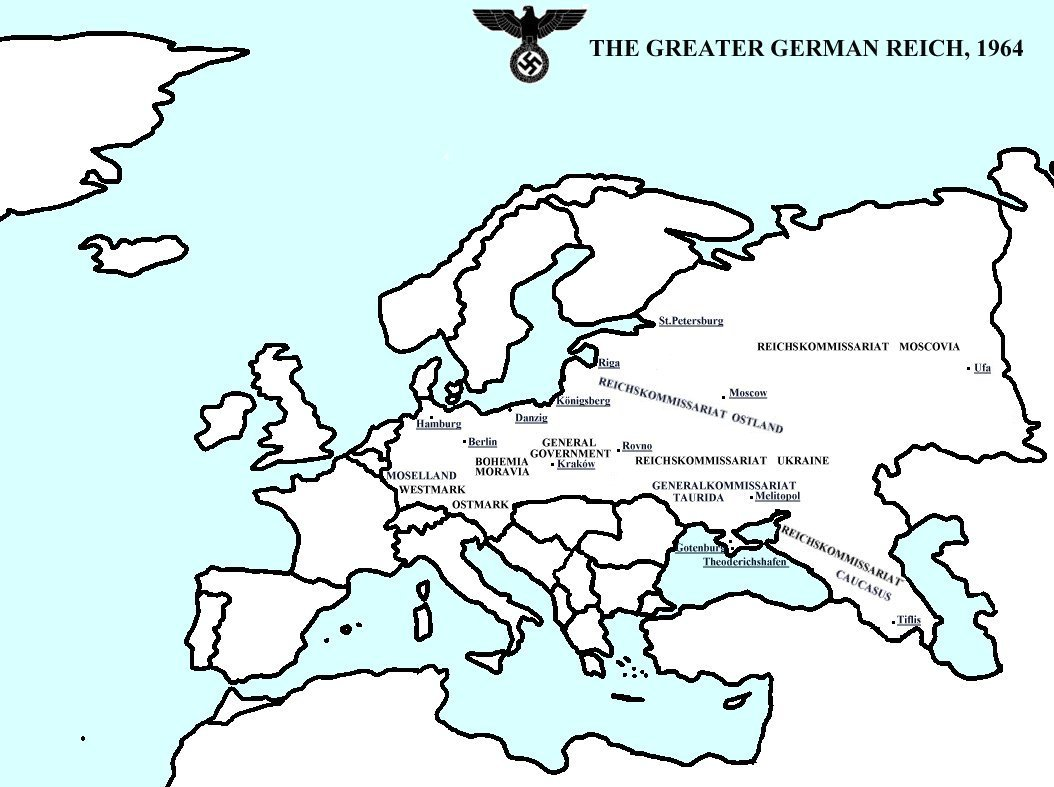
ロバート・ハリスの1992年の小説『ファーザーランド』におけるヨーロッパの地図。第二次世界大戦でドイツが勝利した後の1964年が舞台となっている。

第二次世界大戦における枢軸国の勝利（だいにじせかいたいせんにおけるすうじくこくのしょうり）では、歴史改変SFや反事実歴史学などにおいて多く取り上げられる「第二次世界大戦で枢軸国（ドイツ、イタリア、日本）が勝利した世界」という史実に反したテーマについて述べる。世界の幅広い地域において多数の言語にわたり、数多くの作品で取り上げられているテーマである。
このような仮想世界線で度々用いられるのが、パクス・ゲルマニカ（Pax Germanica、ドイツによる平和）というラテン語の成句である。これは同様の地域的平和の時代を指すパクス・アメリカーナなどの歴史用語をもじったものである。ただ、この言葉は「第一次世界大戦におけるドイツ帝国の勝利」を語る仮想世界線や、実際の歴史上でヴェストファーレン条約のラテン語文の中でも使われている。
フィクションとして枢軸陣営が世界の覇権を握るという文学上の思考実験は、英語圏では第二次世界大戦の勃発前から行われていた。例えば、1937年に出版されたキャサリン・バーデキンの小説『Swastika Night』がある。戦後には「枢軸国の勝利」という世界が訪れる可能性が無くなった一方で、文学世界では活発に歴史改変SFの形で小説が発表されていった。代表的なものとしては、フィリップ・K・ディックの『高い城の男』（1962年）、レン・デイトンの『SS-GB』（1978年）、ロバート・ハリスの『ファーザーランド』（1992年）などが挙げられる。
長きにわたり枢軸国の勝利という「歴史のif」が人々の関心を集め続けているのは、例えば一般人たちがいかに支配されることの屈辱や怒りに対処するのか、といった様々な普遍的命題とつなげることができるからである、という評価もある。
 

## フィクションにおける枢軸国勝利の描写

### 中核となるテーマとモチーフ
トーンの観点から言えば、一般に「勝利」というテーマは背景に抑うつされたものを必要とし、読者や視聴者は暗闇と緊張した空気の中でプロットが展開されていくのを見ることになる。こうした手法は「枢軸国の勝利」というテーマにおいても、フィリップ・K・ディックやスティーヴン・フライ、ロバート・ハリス、フィリップ・ロスなど多くの小説家にみられる。

### 戦争直後までの初期作品と描写の傾向
キャサリン・バーデキンが「マレー・コンスタンティン」という筆名を使い1937年に出版した『Swastika Night』は、まだ第二次世界大戦すら始まっていない時点で執筆されているという点で特異なものである。そのため、この小説は後にみられるようなあり得たかもしれない世界線を描いたものよりも未来史的な傾向がある。後にジャーナリストのダラッグ・マクメイナスは、2009年にガーディアン紙上で「激しい想像の飛躍があるとはいえ、Swastika Nightは恐ろしいほどに筋が通っていてもっともらしい」筋書きを提起している、と評している。マクメイナスは「またこれがいつ出版された時期を考えても、また現在われわれが知っているナチ体制の情報が当時いかに知られていなかったかを考えても、この小説はナチズムの本質を不気味に予言し、洞察している」とも述べている。彼は特に、勝利以前の独裁政治にみられる「暴力性と無思慮さ」また「不合理性と迷信性」を指摘している。
戦中の1941年に旅行作家のヘンリー・ヴォラム・モートンが著した『I, James Blunt』は、「敗戦しナチスの支配下に入った1944年9月のイギリス」を舞台としたプロパガンダ小説である。ストーリーは占領の成り行きを記録する日記の形式で進んでいく。例えばイギリス人労働者がドイツへ移動させられたり、スコットランドの造船所でアメリカを攻撃するための軍艦が建造されたりといった描写がされる。最後にこの中編小説は、読者に向けて「この物語がフィクションに留まるか否か確かめよ」というメッセージを伝えて締めくくられる。
1945年のアドルフ・ヒトラーの自殺から数か月たった後、ハンガリーの小説家ラスロ・ガスパルが、世界で初めてナチス・ドイツの勝利を「仮想史」として取り扱った小説を世に出した。『We, Adolf I』 （アドルフ1世）と題されたこの小説は、「ドイツがスターリングラード攻防戦を制し、最終的に勝利したヒトラーが新たな近代の皇帝として戴冠する」という内容になっている。フランスのエッフェル塔やアメリカの自由の女神像などの要素を取り込んだ巨大な皇帝の宮殿がベルリンに建設され、独裁者はナルシシズムから、世界を支配する後継者を残すために日本の皇女との結婚を計画する、といった仮想史が語られている。
1946年、修正派シオニストの医師で政治活動家であるJacob Weinshallが、『Ha-Yehudi Ha'Aharon (היהודי האחרון)』と題したヘブライ語小説をテルアビブで出版した。英訳の『The Last Jew』というタイトルでも知られている。この小説は、「数百年後の未来、完全にナチスと『独裁者たちの連盟』が支配するようになった世界で、マダガスカルに潜んでいた最後のユダヤ人が発見される」という内容である。ナチスの支配者たちは、次のオリンピックでこのユダヤ人たちを公開処刑する計画を立てる。しかしこれが現実となる前に、ナチスの誤った植民計画の影響で月が地球に接近してくる。その結果として、人類文明と共にナチスの支配も破滅する、という筋書きである。2000年の時点で、原著のヘブライ語テキストは他のどの言語にも完訳されていない。Yoram Kaniukの小説で英訳されたThe Last Jewとは全く別の作品である。
演劇では、1947年に初演された『Peace in Our Time』がある。「ファシストに支配されたロンドン」を舞台とし、占領支配が一般の人々及ぼす有害な影響を描いている。イングランド人の劇作家である作者ノエル・カワードは、「イギリスへの地上侵攻」の際のゲシュタポのブラック・ブック（逮捕リスト）に自らの名を連ねている。当初この作品に対する反響は小さかったが、カワードのその後の作品や同様のテーマを持つ後の劇に、『Peace in Our Time』は21世紀にいたるまで影響を及ぼし続けている。

### 戦後の作品
以下に「枢軸国の勝利」をテーマにした著名な作品を列挙する。

#### 文学

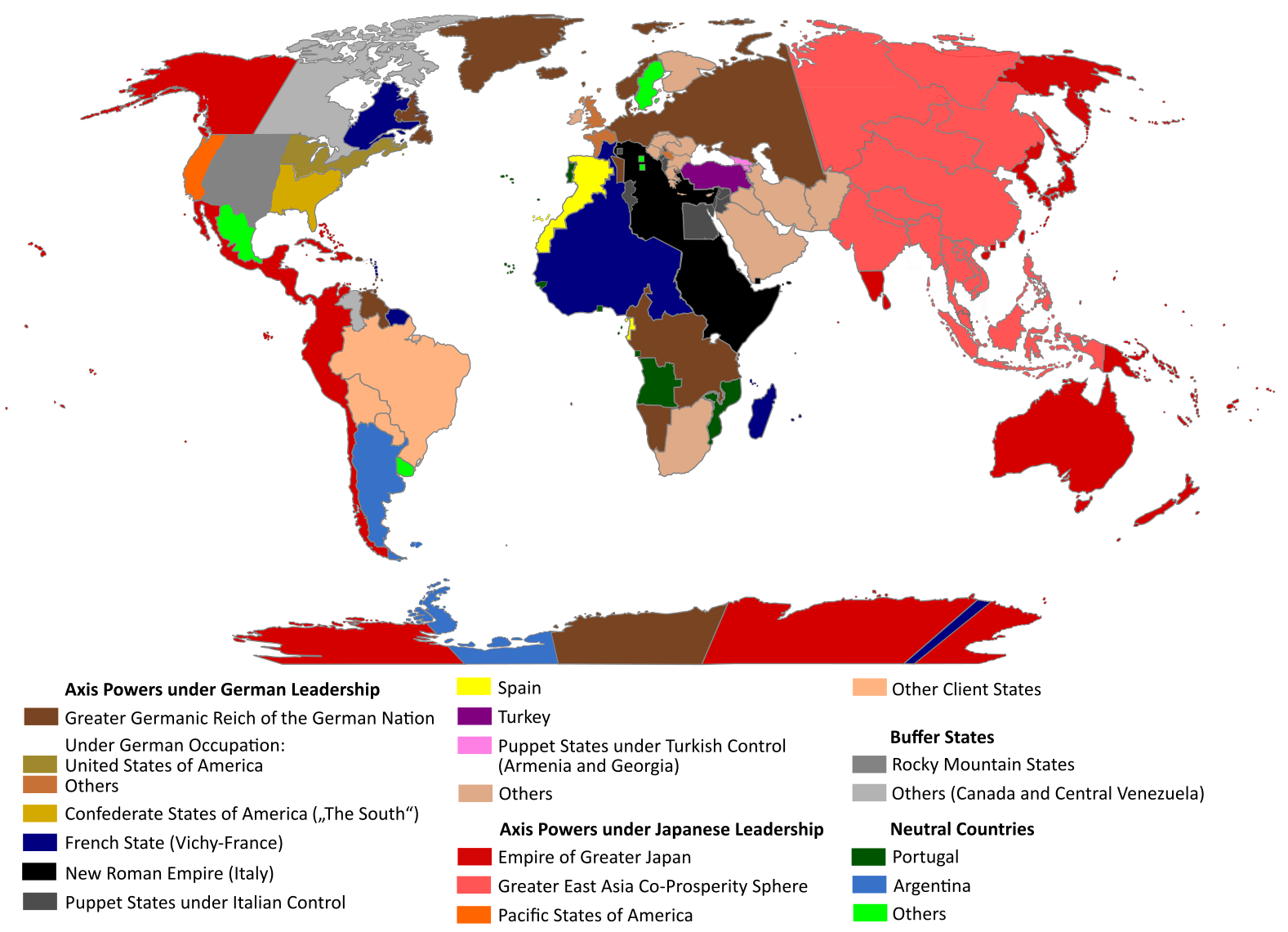
フィリップ・K・ディックの1962年の小説『高い城の男』の舞台となる、枢軸国の勝利した世界。

- Sixth Column ： ロバート・A・ハインライン (1949年、邦題：明日をこえて)
- The Sound of His Horn ： Sarban (1952年)
- Living Space ： アイザック・アシモフ (1956年)
- The Big Time ： フリッツ・ライバー (1957年)
- The Man in the High Castle ： フィリップ・K・ディック (1962年、邦題：高い城の男)
- The Iron Dream ： ノーマン・スピンラッド (1972年、邦題：鉄の夢)　※ナチスの勝利を寓意として含むSF作品
- The Ultimate Solution ： Eric Norden (1973年)
- SS-GB ： レン・デイトン (1978年)
- The Divide ： ウィリアム・オーヴァーガード (1980年)
- The Bush Soldiers ： ジョン・フッカー (1984年)
- The Proteus Operation ： ジェイムズ・P・ホーガン (1985年)
- Thor Meets Captain America ： デイヴィッド・ブリン (1986年)
- Budspy ： David Dvorkin (1987年)
- The Last Article ：ハリイ・タートルダヴ (1988年)
- Clash of Eagles ： Leo Rutman (1990年)
- Timewyrm: Exodus (『ドクター・フー』シリーズ) ： テランス・ディックス (1991年)
- And All the King's Men, ： ゴードン・スティーヴンス (1991年)
- Fatherland, ： ロバート・ハリス (1992年)
- No Retreat ： John Bowen (1994)
- '48 ： ジェームズ・ハーバート (1996年)
- Attentatet i Pålsjö skog ： ハンス・アルフレッドソン (1996年)
- Making History ： スティーヴン・フライ (1996年)
- Patton's Spaceship  ： ジョン・バーンズ (Timeline Warsシリーズの一部、1997年)
- Against the Day ： マイケル・クローニン (1999年)
- After Dachau ： Daniel Quinn (2001年)
- Collaborator ： Murray Davies (2003年、邦題：英国占領)
- In the Presence of Mine Enemies ： ハリイ・タートルダヴ (2003年、冒頭21ページ分は短編小説として1992年に出版)
- Mobius Dick ： Andrew Crumey (2004年)
- The Plot Against America ： フィリップ・ロス (2004年)
- Warlords of Utopia ： Lance Parkin (2004年)
- Farthing、Ha'penny 、Half a Crown ： ジョー・ウォルトン (2006年–2008年、邦訳：英雄たちの朝、暗殺のハムレット、バッキンガムの光芒)
- Resistance ： オーウェン・シアーズ (2007年)
- The Conquistador's Hat ： John Maddox Roberts (2011年)
- Dominion ： C・J・サンソム (2012年)
- A Kill in the Morning ： Graeme Shimmin (2014年)
- The Madagaskar Plan ： Guy Saville (2015年)

フィクションであることを前提とした小説とは別に、学術論文の体裁をとった反事実歴史学のシナリオも発表されている。
- What If?: The World's Foremost Military Historians Imagine What Might Have Been：ジョン・キーガン。「いかにヒトラーは戦争に勝つことができたのか」を論じている。
- Virtual History: Alternatives and Counterfactuals ニーアル・ファーガソン編。アンドリュー・ロバーツ、ニーアル・ファーガソンの"Hitler's England: What if Germany had invaded Britain in May 1940?"（ヒトラーのイングランド：1940年5月にドイツがイギリスに侵攻していたとしたら？）と、Michael Burleighの"Nazi Europe: What if Nazi Germany had defeated the Soviet Union?"（ヒトラーのヨーロッパ：もしナチス・ドイツがソビエト連邦を破っていたとしたら？）を載せている。

All About History シリーズの中には、2019年出版のWhat if...Book of Alternate Historyがある。この中にはWhat if...Germany had won the Battle of Britain? （もし……ドイツがバトル・オブ・ブリテンに勝っていたら？）とWhat if...The Allies had lost the Battle of the Atlantic?（もし……連合国が大西洋の戦いで負けていたら？）という2つの思考実験が収録されている。

#### 映画
- It Happened Here (1966年、イギリス、ケヴィン・ブラウンロー監督）[10]
- Philadelphia Experiment II (1993年)
- Fatherland (1994年) 1992年の小説が原作
- Jackboots on Whitehall (2010年)
- Resistance (2011年)

#### テレビドラマ

テレビドラマ版『高い城の男』でのアメリカの地図。「中立地帯」（Neutral Zone）の首都キャノンシティ（デンバー）が主要な舞台となっている。この地図の外でも、ドイツ帝国がヨーロッパとアフリカに、大日本帝国がアジアに領土を広げており、ウラル山脈付近に中立地帯が設けられているとされているが、物語はもっぱら旧アメリカ合衆国領と本来のドイツ地域で展開する。

- The Other Man (1964年)
- An Englishman's Castle (1978年)
- Star Trek: The Original Series: "The City on the Edge of Forever" (1967年、邦題：宇宙大作戦「危険な過去への旅」)
- Justice League: "The Savage Time" (2002年、邦題：ジャスティス・リーグ)
- Star Trek: Enterprise: "Zero Hour"/"Storm Front" (2004年)
- Misfits: Season 3, Episode 4 (2011年)
- The Man in the High Castle (2015年–2019年、邦題：高い城の男)　1962年の小説を原作としたアマゾン・スタジオ制作のシリーズ。
- SS-GB (2017年)　1978年の小説を原作としたBBC制作のシリーズ。
- Crisis on Earth-X (2017年、邦題：クライシス・オン・アースX 最強ヒーロー外伝)　Supergirl、Arrow、The Flash、DC's Legends of Tomorrowの4シリーズによるクロスオーバー作品
- The Plot Against America (2020年)

#### コミック
- "Blitzkrieg 1972" インクレディブル・ハルクの155号 ( 1972年9月)　ニューヨークで、ウォール街に基地を置き数で圧倒するナチス・ドイツ軍をアメリカ軍が必死に防いでいる所にハルクが助けに現れ、スーパー＝ナチ・キャプテン・アクシズに立ち向かう。
- DCコミックにおける「アースX」は、ナチスが第二次世界大戦に勝利した別次元の地球世界という設定になっている。
- 2003年から2004年のキャプテン・アメリカのストーリーアーク Cap Lives (Captain America Vol. 4, issues 17-20)では、1964年に仮死状態から蘇ったキャプテン・アメリカが、ナチス・ドイツが第二次世界大戦に勝利しアメリカを含む世界の大部分を征服しているのを目の当たりにする。アメリカ合衆国に核爆弾を投下した後、ナチス・ドイツは北アメリカを支配下に置いてニューヨークを「ニューベルリン」と改称し、ナチス・アメリカの首都としていた。レッドスカルが「新帝国」の総統となり、 金髪のアーリア人の超人や超兵士の軍団を、キャプテン・アメリカのDNAを基につくろうとしている。これに対してキャプテン・アメリカは、アメリカのレジスタンスのバッキー・バーンズ、ニック・フューリーとそのハウリング・コマンドーズ、ピーター・パーカー、ベン・グリム、ジョニー・ストーム、スー・ストーム、リード・リチャーズ、ハンク・ピム、ブルース・バナー、ルーク・ケージ、フランク・キャッスル、ステダン・ストレンジらと共に新帝国に立ち向かう[11][12]。
- またさらなる並行世界として「アース-9907」と呼ばれる、レッドスカルが生き延びて凋落する第三帝国の指導者の地位を奪い取り、完全な世界征服へと向かわせている世界線がマーベル・コミックのアベンジャーズ・ネクストに登場する[13]。

#### ゲーム
- Rocket Ranger (バックグラウンド/並行世界) ： Cinemaware (1988年)
- Turning Point: Fall of Liberty ： Spark Unlimited (2008年)
- Battlestations: Pacific ： Eidos Interactive (2009年)
- Wolfenstein: The New Order ： MachineGames (2014年)
- Wolfenstein II: The New Colossus ： MachineGames (2017年)
- Wolfenstein: Youngblood ： MachineGames (2019年)